# Creem
Creem (sottotitolo America's Only Rock 'n' Roll Magazine) è stata una rivista musicale a tiratura mensile incentrata sulla musica rock, fondata nel marzo 1969 da Barry Kramer e Tony Reay. La pubblicazione cessò nel 1989 per poi essere brevemente ripresa all'inizio degli anni novanta in formato tabloid prima di scomparire definitivamente. Lester Bangs, spesso definito il "miglior critico rock americano", divenne caporedattore della testata nel 1971. Il termine "punk rock" fu coniato in un articolo di Creem pubblicato nel maggio 1971 scritto da Dave Marsh recensendo un disco di Question Mark & the Mysterians.

## Storia
Nell'inverno del 1969, Barry Kramer era il proprietario di un negozio di dischi a Detroit, il Full Circle, e anche della libreria Mixed Media, oltre che promoter e manager di gruppi rock locali di scarso successo. In reazione al rifiuto di una sua recensione di un concerto da parte di un giornale locale, egli decise di pubblicare la propria rivista. Tony Reay, commesso in un negozio di dischi, divenne il primo editore capo, dando al giornale il nome di Creem in omaggio al nome della sua band preferita, i Cream. Charlie Auringer fu il primo fotografo e grafico, mentre Dave Marsh si unì al gruppo all'età di diciannove anni. Il primo numero della rivista uscì solo a livello locale nella zona di Detroit in formato tascabile ridotto e in bianco e nero. A causa del titolo equivoco (in lingua inglese "creem" si pronuncia in maniera molto simile a "cream", crema) molte copie della rivista furono ordinate da pornoshop che pensavano si trattasse di una rivista pornografica. A seguito dell'arrivo di Richard Siegel come direttore, nel lasso di tempo di due anni, Creem divenne una rivista a colori a distribuzione nazionale.
Per i primi due anni, gli uffici della redazione erano ubicati al n° 3729 di Cass Avenue a Detroit, in seguito furono spostati in una fattoria di 120 acri nei pressi di Walled Lake, Michigan. Poco tempo prima del trasferimento, Lester Bangs venne assunto nello staff aziendale, originariamente per scrivere un articolo su Alice Cooper. Bangs era stato appena licenziato dalla rivista rivale Rolling Stone diretta da Jann Wenner, per aver parlato in modo "sprezzante dei musicisti" in un articolo particolarmente duro nei confronti dei Canned Heat. Bangs si innamorò ben presto della città di Detroit, definendola "l'unica speranza del rock", e trasferendosi lì a vivere per cinque anni.
Quando la rivista ottenne successo e riscontri commerciali sempre maggiori, la redazione si spostò in nuovi uffici professionali a Birmingham, in Michigan. Dopo essere diventato redattore capo nel 1971, Bangs lasciò la rivista nel 1976 e non scrisse mai più per Creem. Il 29 gennaio 1981, Kramer morì a causa di un'overdose di ossido di diazoto, e Bangs morì un anno dopo, il 30 aprile 1982, a New York City per un'overdose accidentale di tranquillanti e sonniferi.
La localizzazione distante dai due grandi poli culturali degli Stati Uniti, Los Angeles e New York, insieme ad una certa dose di irriverenza, ironia, e sarcasmo, ebbero il risultato di coniare uno stile giornalistico particolare che contraddistinse la testata. Il mensile divenne celebre per le foto delle stelle del rock, spesso ritratte in pose comiche rubate ed occasionali, e gli atteggiamenti irrispettosi verso l'industria discografica. Ogni anno, la rivista consegnava un premio consistente in una piramide di plexiglas, chiamato "The Object From Space", che veniva assegnato alle celebrità dal look più ridicolo viste durante l'American Music Award. Infine, Creem fu la prima rivista di un certo spessore a promuovere in maniera massiva gli artisti dell'area di Detroit, come Bob Seger, Mitch Ryder, Alice Cooper, MC5, The Stooges, Iggy Pop, e Parliament-Funkadelic.
La rivista spostò la propria base operativa a Los Angeles poco tempo prima di cessare la pubblicazione. Creem venne acquistata da Arnold Levitt, e trasferita a New York City dopo che Levitt diede in licenza il nome a un editore locale, prima di cedere la sua quota. William Morris, e Mark J. Petracca (alias Dusty Wright) furono gli editori durante il periodo newyorchese di Creem del 1992 - 1993. L'ultimo editore capo fu Chris Nadler. Al momento della chiusura gli unici membri dello staff originario del 1969 ancora in organico erano Steve Peters e David Sprague.

## Staff
Nel corso degli anni per Creem lavorarono: Connie Kramer, Lester Bangs, Dave Marsh, Billy Altman, Bob Fleck, John Morthland, Ben Edmonds, Ed Ward, Richard Riegel, Ric Siegel, Robert Christgau, Richard Meltzer, Nick Tosches, Greil Marcus, Jeffrey Morgan, Richard C. Walls, Rob Tyner, Patti Smith, Peter Laughner, Cameron Crowe, Linda Barber, Charlie Auringer, Laura Levine, Judy Adams, Jaan Uhelszki, Penny Valentine, Susan Whitall, John "The Mad" Peck, Robot A. Hull, Edward Kelleher (alias Edouard Dauphin), Rick Johnson, Bruce Malamut, Lotta D. Blooz, John Mendelssohn, Jon Young, Lisa Robinson, Vicki Arkoff, Deborah Frost, Cynthia Rose, Mike Gormley, Sylvie Simmons, Gregg Turner, Chuck Eddy, Mark J. Norton, Dave DiMartino, Alan Niester, Robert Duncan, Alan Madlane (con lo pseudonimo Alan Madeleine), Bill Holdship e John Kordosh.